# Cataractagenitus

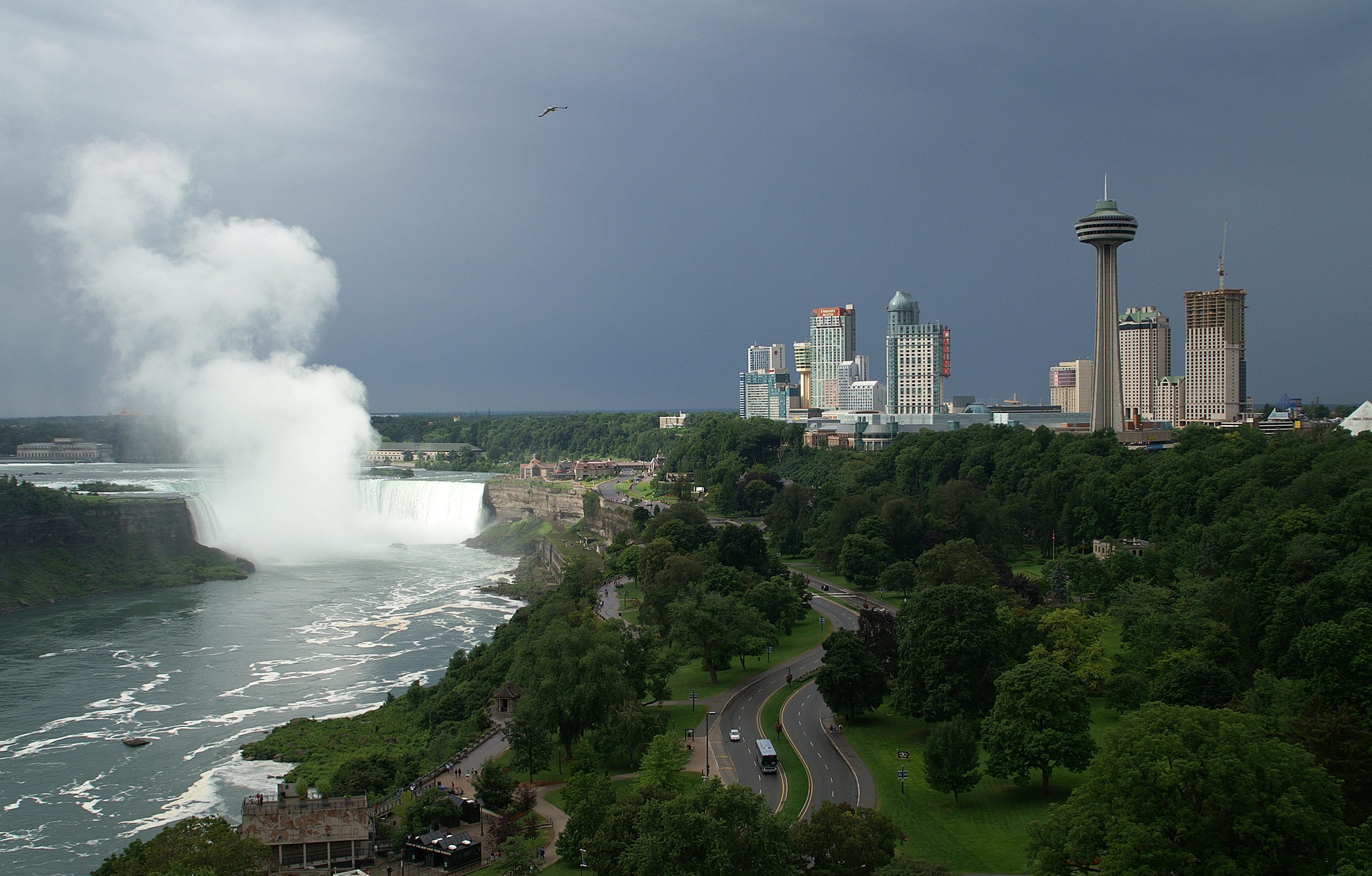
Wodospad Niagara

Cataractagenitus (łac. pochodzący od wodospadu) – chmura powstała w pobliżu wodospadu w wyniku rozbijania wody o skały i porywania drobnych kropel przez prądy wznoszące.
Szczególna nazwa chmury dodawana jest po określeniu jej rodzaju, gatunku i odmiany, np. Cumulus cataractagenitus czy Stratus fractus cataractagenitus.